# Demonical
Demonical ist eine 2006 gegründete schwedische Death-Metal-Band.

## Geschichte
Die Band wurde von Ex-Mitgliedern der Band Centinex, welche sich 2005 aufgelöst hatte, gegründet. Noch im Jahre der Gründung hat die Band die Demo Bloodspell Divine aufgenommen und selbst veröffentlicht. Alle Songs sind auf ihrem 2007er Debütalbum Servants of The Unlight zu finden, welches über Cyclone Empire veröffentlicht wurde.
Noch im selben Jahr wurde eine Split-EP mit der amerikanischen Blackened-Death-Metal-Band Absu über das Label Temple Of Darkness Records veröffentlicht. Der Demonical-Song Unholy Desecration ist von ihrer Demo Bloodspell Divine, und der Absu-Song The Gold Torques of Uláid ist von ihrem Best-of-Album Mythological Occult Metal: 1991-2001.
Am 15. Mai 2009 ist ihr zweites Studioalbum, Hellsworn, über Cyclone Empire auf den Markt gekommen.
Das dritte Album Death Infernal erschien am 15. April 2011.
Ihr viertes Album Darkness Unbound wurde im Necromorbus Studio in Stockholm aufgenommen und erschien am 20. September 2013.

## Diskografie
- 2006 Bloodspell Divine (Demo, ohne Label)
- 2007: Servants Of The Unlight (LP, Cyclone Empire)
- 2008: Unholy Desecration / The Gold Torques of Uláid (Split mit Absu)
- 2009: Hellsworn (LP, Cyclone Empire)
- 2011: Death Infernal (LP, Agonia Records)
- 2013: Darkness Unbound (LP, Cyclone Empire)
- 2015: Black Flesh Redemption (EP, Agonia Records)
- 2018: Chaos Manifesto (LP, Agonia Records)
- 2020: World Domination (LP, Agonia Records)
- 2022: Mass Destroyer (LP, Agonia Records)